# Малушино
Малушино (укр. Малушине) — село,
Казаченский сельский совет,
Путивльский район,
Сумская область,
Украина.
Код КОАТУУ — 5923883402. Население по переписи 2001 года составляло 150 человек.

## Географическое положение
Село Малушино находится у истоков реки Берюшка,
ниже по течению на расстоянии в 1 км расположено село Казачье.
По селу протекает пересыхающий ручей с запрудой.